# Teuk Henri
Teuk Henri (Schaarbeek, 28 juni 1967) is een Belgische gitarist en schilder. Hij is allicht het bekendst als gitarist van de Waalse indierockband Sharko.
Henri speelt vaak zeer experimentele muziek. Hij speelt/speelde gitaar bij I-H8 Camera, Embracing Franki en Mercelis en als gastmuzikant bij onder meer Serious Kids en Manngold.

## Carrière
Teuk Henri speelde in de jaren 80 in de newwaveband The Fear, die twee demo's opnam die uiteindelijk op cassette werden uitgebracht. In 1994 creëerde hij de experimentele Rawfrücht, die twee albums uitbracht (1996, 1999) op het platenlabel Sub Rosa. Daarenboven maakte de band in 1998 muziek bij een monoloog van Dinska Bronska. In 1996 maakte Henri zijn eerste opnamen met de band Juniper Boots, die uiteindelijk één ep en één album opnam. De band veranderde nadien van naam en bracht in 2000 als The Grandpiano nog het album Turn uit. 
In 1999 trad Henri live als gastmuzikant op met de experimentele jazzband Alice's 5 Moons. Datzelfde jaar werd hij gitarist bij Sharko, een band waarmee hij in tien jaar tijd vijf albums zou uitbrengen. Met Chacda, een band rond zangeres Chantal Acda die werd opgericht in 2001, nam hij twee albums op.
Henri's enige soloalbum Hope to see you again verscheen in 2004 en werd gemixt door Adam Wiltzie.
Tussen 2004 en 2007 speelde Henri bij de zanger Vinz, die in 2006 het album Weeder of things uitbracht. Eveneens in 2006 begon hij mee op treden met de experimentele improvisatieband I-H8 Camera. Met Vinz en Frank Pay richtte Henri in 2009 de band Makemake op. In 2010 begon hij samen te werken met electroartiest Yuri Lewitt. Henri maakte met François Brice een dansvoorstelling die in 2011 werd vertoond op het Charleroi/Danses-festival. Omstreeks 2010 begon Henri samen te spelen met de Gentse crooner Franki. In 2011 speelde hij muziek bij de dansvoorstelling Laisse moi te venir van Dominique Thirion.

## Discografie (selectie)
- 1987 - The Fear: A whisper (cassette)
- 1989 - The Fear: 'This Time' on Picture Disc
- 1995 - Juniper Boots: Beaster, ep (Bang!)
- 1996 - Juniper Boots: Work On Hit (Bang!)
- 1996 - Rawfrücht: rawfrücht (Sub Rosa)
- 1999 - Rawfrücht: rawfrücht.2 (Sub Rosa)
- 2000 - The Grandpiano: Turn (Baron Samedi)
- 2001 - Chacda: La Sortie (PIAS)
- 2001 - Triple Streams, Live at Les Bains Connective (Snapshots)
- 2000 - Sharko: Meeuws (2000) (+ Meeuws 2 (2001), remix-ep: I went down)
- 2003 - Sharko: Sharko III (Bang!)
- 2004 - Dead Texan (Kranky)
- 2004 - dvd: Girls in Hawaii + Sharko + Ghinzu live in de AB (Bang!)
- 2004 - Teuk Henri: Hope to see you again (Snapshots)
- 2005 - Chacda: Tonar (Zeal Records)
- 2005 - PlayLab, Live Den Bosch (Muzieklab Brabant)
- 2006 - Vinz: Weeder of Things (Aspergus)
- 2007 - Sharko: Molecule
- 2009 - I-H8 Camera: Making Movies (Heavenhotel)
- 2009 - I-H8 Camera: Live in Burg Herzberg (Trip in Time)
- 2009 - Sharko: Dance on the beast
- 2010 - Sharko: The Beast Of
- 2011 - Makemake: Medusa, ep
- 2011 - Makemake: The Shift, ep